# ميس مشقوق
ميس مشقوق (الاسم العلمي:Celtis bifida) هو نوع نباتي يتبع جنس الميس من فصيلة القنبية.